# Richard Dogbeh
Richard Dogbeh (n. Gbèmagon Richard Dogbeh 1932, Cotonou, d. 23 noiembrie, 2003, Cotonou) a fost un scriitor beninez. 